# Schronisko Południowe (Zegarowe Skały)
Schronisko Południowe lub Schronisko nad Jaskinią Zegar – schronisko na wzgórzu Zegarowych Skał koło Smolenia w województwie śląskim, w powiecie zawierciańskim, w gminie Pilica. Administracyjnie należy do miejscowości Strzegowa w województwie małopolskim, w powiecie olkuskim, w gminie Wolbrom, pod względem geograficznym jest to obszar Wyżyny Ryczowskiej w obrębie Wyżyny Częstochowskiej.

## Opis schroniska
Znajduje się w najbardziej na południe wysuniętej, bezimiennej skale szczytowej partii wzgórza Zegarowych Skał, na otwartym terenie, ale stopniowo zarastającym krzewami i młodymi drzewami. Schronisko ma jeden otwór o ekspozycji południowo-zachodniej, znajdujący się u podstawy skały. Poniżej otworu znajduje się niewielki taras, przechodzący w pochyły stok.
Jest to schronisko pochodzenia szczelinowego, rozszerzone przez zjawiska krasowe. Powstało w wapieniach z okresu późnej jury. Wejściowy, krótki korytarzyk w najniższym miejscu ma wysokość 1,3 m i prowadzi do dwóch prostopadłych, odchodzących na obydwie strony szczelin. W miejscu skrzyżowania korytarzyka ze szczelinami niewielka salka o płaskim dnie. Szczelina prawa jest zbyt ciasna do przejścia i kończy się oknem skalnym nad progiem o wysokości około 2 m. Szczelina lewa ma postać niskiego kanału, w którym trzeba się czołgać. Kanał ten stopniowo zacieśnia się. Ponadto w stropie znajdują się dwa dość wysokie kominy.
Przed otworem wejściowym znajdują się kotły wirowe.  Schronisko nie ma szaty naciekowej, jedynie na ścianach występują formy korozyjne. Namulisko w korytarzu wejściowym jest cienkie, próchniczno-gliniaste, a w korytarzu poprzecznym kamieniste. Schronisko jest suche, przewiewne, a rozproszone światło dociera do jego najdalszych części. W miejscach lepiej oświetlonych na jego ścianach rozwijają się glony. Zimą na ścianach tworzą się lodowe nacieki.

## Historia poznania
Schronisko znane jest od dawna. Po raz pierwszy opisał je w 1951 r. Kazimierz Kowalski i to on nadał mu niezbyt trafną nazwę Schronisko nad Jaskinią Zegar. W 1991 r.  na zlecenie Ministerstwa Środowiska schronisko pomierzyli i opisali S. Kornaś i A. Polonius, ten ostatni opracował również jego plan. W 1999 i 2009 r. w namulisku wykonano płytkie wykopy sondażowe. Stwierdzono występowanie w nich warstwy próchnicznej i lessowej, znaleziono nieliczne kości ssaków z okresu holocenu i plejstocenu i inne artefakty archeologiczne.
W 2009 r. przed wejściem do schroniska znaleziono krzemienne narzędzie o ostrzu typu liściowego, charakterystyczne dla kultur ludzkich z okresu między środkowym i późnym paleolitem. Znaleziska tego typu są rzadkością na Wyżynie Krakowsko-Częstochowskiej, podjęto więc szczegółowe badania archeologiczne. W schronisku oraz na tarasie przed jego otworem wejściowym wykonano 4 wykopy na głębokość 80-130 cm, aż do litej skały. Wyróżniono w nich 4 warstwy kulturowe. Znaleziono w nich wyroby krzemienne, szczątki ssaków zarówno dzikich, jak udomowionych, węgiel drzewny oraz fragmenty ceramiki. Skład gatunkowy znalezionych kości zwierząt (m.in. koń. renifer, piesiec, niedźwiedź jaskiniowy, leming), węgiel drzewny i krzemienne narzędzia pozwalają wnioskować, że schronisko było okresowo zasiedlane przez neandertalczyków w schyłkowym okresie ich dziejów w Europie, oraz przez człowieka współczesnego od początku jego dziejów po średniowiecze.

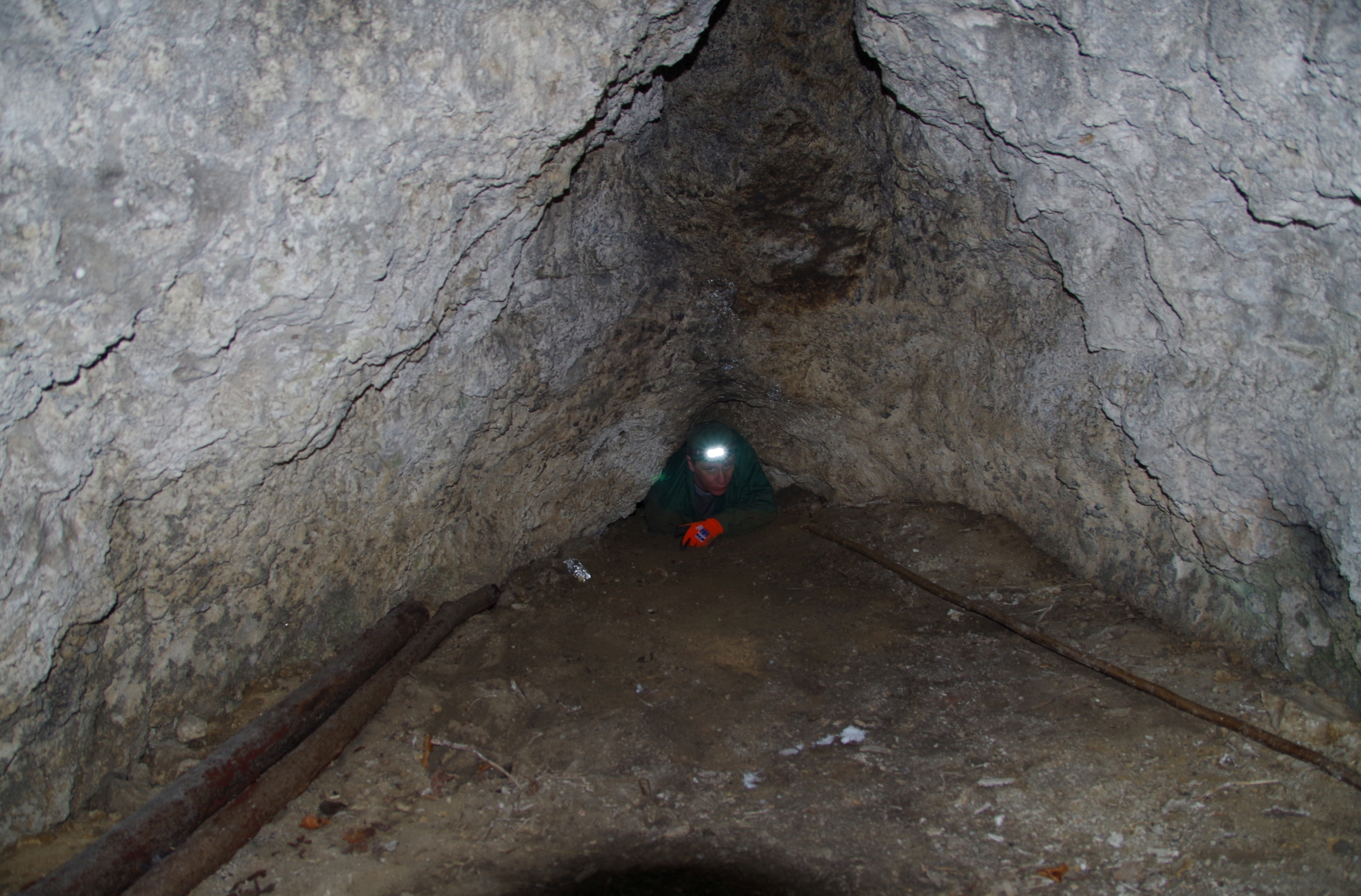
Lewy korytarz
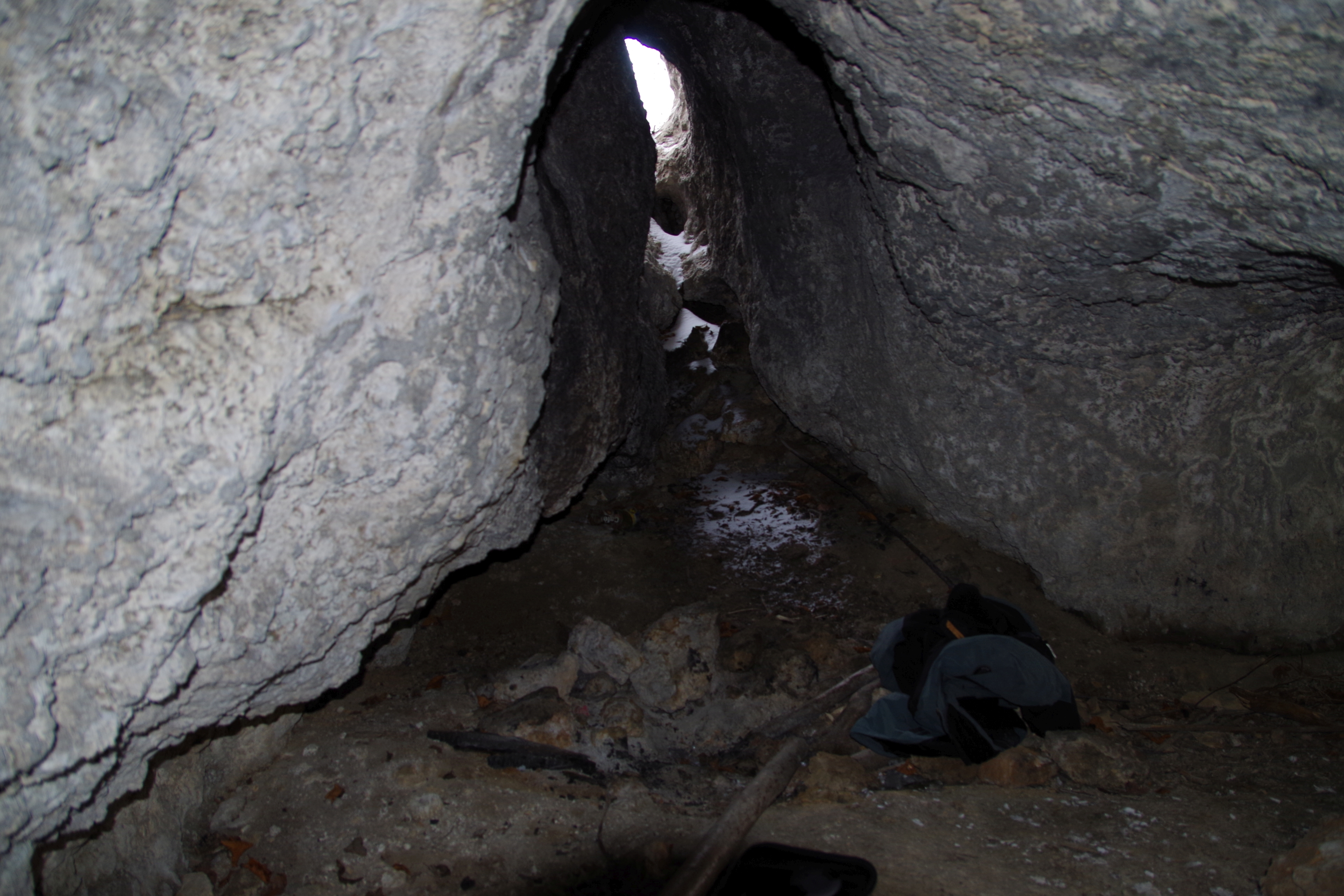
Otwór

W Zegarowych Skałach znajdują się jeszcze inne jaskinie: Jaskinia Jasna koło Smolenia, Schronisko za Majdanem, Schronisko w Cysternie, Schronisko w Zegarowych Skałach Pierwsze, Schronisko w Zegarowych Skałach Drugie, Dziura w Ścianie, Zegar.